# Тищенко, Иван Макарович
Иван Макарович Тищенко — советский хозяйственный и государственный деятель, Герой Социалистического Труда.

## Биография
Родился в 1928 году на территории современной Амурской области. Член КПСС.
В 1943—1947 — рабочий полеводческого бригады колхоза в Амурской области.
В 1947—1951 — военнослужащий Советской армии.
В 1951—1963 — мастер школы фабрично-заводского обучения в городе Райчихинске Амурской области.
В 1963—1988 — каменщик в строительной бригаде, бригадир отделочников, бригадир комсомольско-молодёжной бригады штукатуров-маляров строительного управления № 854, бригадир-наставник и инструктором производственного обучения проектно-строительного объединения треста «Амурскстрой» имени 50-летия ВЛКСМ Министерства строительства предприятий тяжёлой индустрии СССР.
Указом Президиума Верховного Совета СССР от 8 января 1974 года присвоено звание Героя Социалистического Труда с вручением ордена Ленина и золотой медали «Серп и Молот».
Делегат XXVI съезда КПСС.
Почётный гражданин города Амурска.
Умер в 2007 году в Хабаровске.

## Память
8 августа 2014 года на здании ДЮСШ в городе Амурске состоялось открытие мемориальной доски в честь Ивана Макаровича Тищенко.

## Награды и звания
- Герой Социалистического Труда (08.01.1974)
- Орден Ленина (08.01.1974)
- Орден Трудового Красного Знамени (05.04.1971)